# Chernosliv Adygeyskii
Chernosliv Adygeyskii (en ruso: Чернослив Адыгейский) es una variedad cultivar de ciruelo (Prunus domestica), de las denominadas ciruelas europeas,
una variedad de ciruela obtenida en la "Estación experimental de Maykop del VIR". Las frutas tienen un tamaño muy grande, son de forma  uniformes, de redondos a alargados redondos, la sutura ventral está representada por una franja estrecha y oscura; piel es gruesa, rugosa, ácida, ligeramente amarga, mal separada de la pulpa, con un color azul violáceo, hay una capa de pruina azulada de consistencia media, y pulpa de color amarillo verdoso, jugosa, textura granular fibrosa, dulce.

## Sinonimia
- "Чернослив Адыгейский",
- "Ciruelas pasas de Adyghe",
- "Слива Чернослив Адыгейский",
- "Sliva Chernosliv Adygeyskii".[4][5]

## Historia
'Chernosliv Adygeyskii' es una variedad de ciruela obtenida en la "Estación experimental de Maykop del VIR" mediante la plántula resultante de siembra de una semilla en 1937. Es un híbrido de formas parentales desconocidas.
'Chernosliv Adygeyskii' está inscrita en el "Registro Estatal" para la Región del Cáucaso Norte de Rusia desde el año 1988.

## Características
'Chernosliv Adygeyskii' es un árbol vigoroso, con una copa ovalada de ramificación media y escasamente foliada. El crecimiento anual es débil. La lámina de la hoja es gruesa, coriácea, ondulada, la parte inferior es verde, con pubescencia marrón a lo largo de la nervadura principal. La lámina de la hoja está curvada a través de la nervadura principal. El borde de la hoja es liso, de uno a dos aserrados-crenados. Las flores en la corona están distribuidas uniformemente, apiñadas por 1 a 2, con menos frecuencia 3 desde una yema, los sépalos son triangulares. El pedúnculo es mediano (12 mm), sin pubescencia. Florece simultáneamente con el despliegue de las hojas. Autofértil. Produce frutos abundantes, aunque con una periodicidad parcial. Los árboles son resistentes al invierno y relativamente resistentes a las enfermedades fúngicas.
'Chernosliv Adygeyskii' tiene frutos de tamaño muy grande con un peso promedio de 46 gr, de forma uniformes, de redondos a alargados redondos, la base es ancha redonda con un embudo estrecho y poco profundo, la  parte superior es redonda, con una depresión muy poco profunda, en cuyo centro hay un punto marrón, a veces el punto se desplaza hacia la costura. La sutura ventral está representada por una franja estrecha y oscura; piel es gruesa, rugosa, ácida, ligeramente amarga, mal separada de la pulpa, con un color azul violáceo, hay una capa de pruina azulada de consistencia media; el pedúnculo es largo (18 cm), de grosor medio (1,2 a 1,6 mm), ligeramente curvado, marrón, sin pubescencia, bien adherido al fruto; la pulpa es de color amarillo verdoso, jugosa, textura granular fibrosa, dulce, sabor 4 puntos, se separa bien del hueso. Los frutos contienen un 17,91 % de materia seca, incluyendo un 11,98 % de azúcares, un 1,09 % de ácidos y 1,9 mg/100 g de ácido ascórbico.
Hueso es semi adherente, es grande, peso promedio 1,8 g, plano.
El fruto madura en la tercera decena de agosto, y la primera de septiembre. Los frutos son transportables.

## Usos
La variedad de fruta seca de postre y mesa. Los frutos se secan bien, dando un 22,3 % de ciruelas pasas de buena calidad una vez secas, con un contenido de azúcar del 58,15 %.